# Juan Álvarez Hurtado
Juan Alvarez Hurtado (n. a Atoyac, Guerrero el 27 de gener de 1790; m. a La Providència, Guerrero, el 21 d'agost de 1867) fou general i president interí de Mèxic el 1855. Participà en totes les guerres principals de Mèxic: la guerra d'independència, la Guerra dels Pastissos, la Guerra Estats Units - Mèxic, la Guerra de Reforma i la guerra contra la Intervenció Francesa. Fou un reformador liberal, republicà i federalista, líder de la revolució del Pla d'Ayutla que deposà el dictador Antonio López de Santa Anna i que fou l'inici del període de la història de Mèxic conegut com "La Reforma".
El 14 de novembre de 1855, Álvarez entrà a la ciutat de Mèxic per assumir oficialment la presidència de Mèxic. La seva administració fou breu però brillant. Ignacio Comonfort fou el Ministre de Guerra, Melchor Ocampo, Ministre d'Afers Exteriors, Guillermo Prieto, Ministre de la Tresoreria, i Benito Juárez, Ministre de Justícia. Durant els seixanta-vuit dies del seu govern, adoptà dues polítiques que canviaren el destí de Mèxic: convocà un Congrés Constituent que escriuria la constitució federal de 1857 i abolí els furs o privilegis eclesiàstics i militars, aquesta última coneguda com la "Ley Juárez".
Álvarez, que provenia de les àrees rurals del sud, no s'adaptà a la vida urbana de la ciutat de Mèxic. Aviat hagué d'afrontar conflictes entre els membres del seu gabinet. Per raons de salut, Álvarez hagué de renunciar a la presidència, i Ignacio Comonfort, un altre liberal, assumí la presidència. Álvarez continuà participant en la política, en suport dels ideals liberals i republicans. Participà activament en la Guerra de Reforma amb Benito Juárez. El 1861, el Congrés de la Unió el declarà Benemérito de la Patria.
Durant la Intervenció Francesa que dugué a l'establiment de la monarquia, Álvarez continuà com a comandant de la Divisió del Sud, en oposició a l'imperi i donant el seu suport a la causa republicana de Benito Juárez, que desconegué Maximilià I de Mèxic. Álvarez morí el 21 d'agost de 1867, poc després del triomf de les forces republicanes sobre l'imperi. El 25 de desembre de 1922, les seves restes foren traslladades amb honors a la Rotonda dels Homes Il·lustres de la ciutat de Mèxic. Dues municipalitats de l'estat de Guerrero porten el seu cognom en honor seu (Atoyac de Álvarez i Chilapa de Álvarez), així com l'aeroport internacional d'Acapulco.